# Tratado de Fez
O Tratado de Fez (em árabe: معاهدة فاس‎) foi um tratado assinado em 30 de março de 1912 na cidade marroquina de Fez pelo qual o sultão Abdal Hafide do Marrocos cedia a soberania do seu país a França, que acabou por transformar o território central e sul de Marrocos num protetorado, o Protetorado Francês do Marrocos, e que assim permitiria a França construir cidades, feitorias, portos e muito mais.
Como parte do tratado, a Alemanha reconheceu as esferas de influência francesa e espanhola no Marrocos, recebendo em troca a colónia do Congo Central (atual República do Congo), uma parte da África Equatorial Francesa, que se converteu na colónia de Kamerun ou Camarões Alemão.
A Espanha por sua vez recebeu alguns territórios no norte do Marrocos que acabaram por se transformar no Marrocos Espanhol.

## Fonte
- Este artigo foi inicialmente traduzido, total ou parcialmente, do artigo da Wikipédia em castelhano cujo título é «Tratado de Fez».